# Niphoparmena meruana
Niphoparmena meruana är en skalbaggsart. Niphoparmena meruana ingår i släktet Niphoparmena och familjen långhorningar.

## Underarter
Arten delas in i följande underarter:
- N. m. meruana
- N. m. ngorongorensis
- N. m. sublaevicollis